# لوله آزمایش

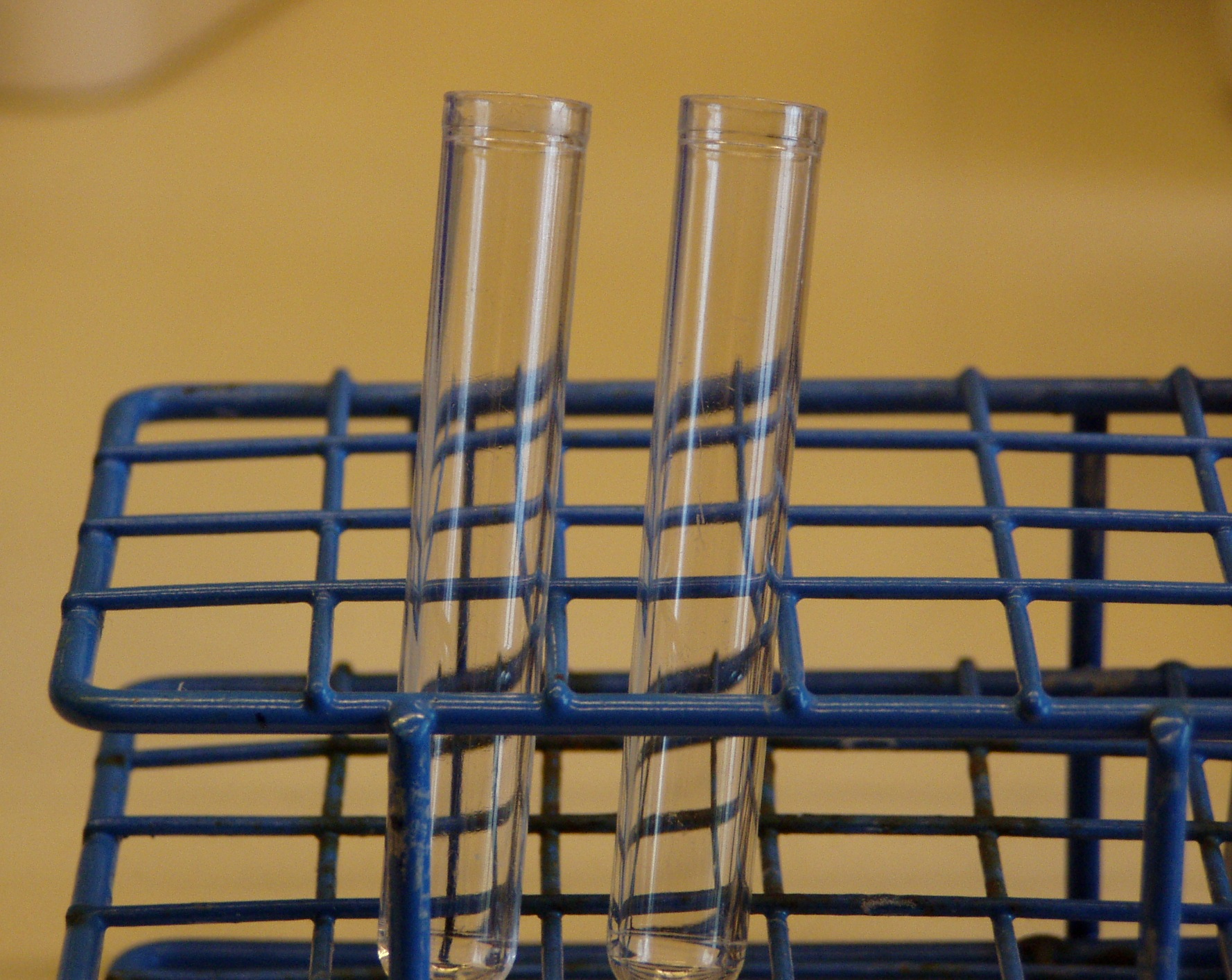
دو لوله آزمایش در یک جالوله

لوله آزمایش (به انگلیسی: test tube) یا لوله کشت (به انگلیسی: culture tube) یا لوله نمونه (به انگلیسی: sample tube) یکی از ابزارهای متداول آزمایشگاهی است که در بیشتر آزمایشگاه‌های شیمی یافت می‌شود.این وسیله که از شیشه یا پلاستیک شفاف ساخته می‌شود به شکل یک لوله بلند است که از یک سر باز و از سر دیگر بسته و به صورت محدب است.لوله‌های آزمایشگاهی بزرگتر که برای جوشاندن مایعات استفاده می‌شود به لوله جوش معروف است.برخی از انواع لوله‌ها به نام لوله‌های مخروطی معروف هستند که این لوله‌ها بیشتر برای سانترفیوژ استفاده می‌شوند.

## کاربردها
لوله آزمایش برای نگهداشتن، ترکیب کردن و گرم کردن مواد شیمیایی مایع یا جامد در مقادیر کم استفاده می‌شود.
از لوله کشت در آزمایشگاه‌های زیست شناسی برای کشت و نگهداری اورگانهای زنده  مانند باکتریها، کپک‌ها و ... استفاده می‌شود و در پزشکی برای نگهداری از نمونه‌های خون استفاده می‌شود. در آزمایشگاه‌های مختلف برای سازمان‌دهی لوله‌های آزمایش، از رک یا با عنوان جالوله استفاده می‌شود.

## تولید
برای مقاومت بیشتر در برابر گرما و خوردگی معمولاً لوله‌های آزمایش از شیشه ساخته می‌شود این شیشه‌ها از جنس  بوروسیلیکات(پیرکس) بوده که می‌توان آن را مستقیما بر روی شعله قرار داد.
لوله‌های کشت معمولاً از پلاستیک شفاف مانند پلی استایرن یا پلی پروپیلن استفاده می‌شود.